# Дребак
Дребак (норв. Drøbak) је град у Норвешкој. Град је у оквиру покрајине Источне Норвешке и припада округу Акерсхус, где је други град по величини. Дребак је и седиште општине Фрогн и истовремено једно од већих предграђа Осла.

## Географија
Град Дребак се налази у југоисточном делу Норвешке. Од главног града Осла град је удаљен 35 km јужно од града.
Дребак се налази у јужном делу Скандинавског полуострва, у оквиру историјске области Фоло. Град се развио на источној обали Ословског фјорда, залива Скагерака, који је део Северног мора. Источно од града се издиже горје. Сходно томе, надморска висина града иде од 0 до 130 м надморске висине.

## Историја
Први трагови насељавања на месту данашњег Дребака јављају се у доба праисторије. Данашње насеље вековима је било „зимовник“ бродова који се по зимском леду нису могли пробити до луке у Ослу. 1842. године Дребак је добио градска права.
Током петогодишње окупације Норвешке (1940—45) од стране Трећег рајха Дребак и његово становништво нису значајније страдали.

## Становништво
Данас Дребак има око 13 хиљада становника, док је у ширем градском подручју живи близу 15 хиљада становника. Последњих година број становника у граду се повећава по годишњој стопи од 2%. Овако брзо раст узрокован је ширењем градског подручја Осла, чије је Дробак предграђе.

## Привреда
Привреда Дребака се традиционално заснива на поморству и индустрији. Последњих година значај трговине, пословања и услуга је све већи.

## Збирка слика
- Стари део Дробака
- Градска црква
- Главни градски трг
- Лука у Дробаку